# Poster POS
Poster POS — українська IT-компанія, яка займається автоматизацією закладів громадського харчування і магазинів по всьому світу. Інтерфейс програми доступний на п'яти мовах: українській, російській, англійській, польській та іспанській. Програмою користуються 14 000 закладів у більш ніж 100 країнах світу.

## Історія компанії
Компанію Poster POS заснували Олександр Рижков, Родіон Єрошек і Фархад Фархадов в 2013 році. Тестували програму локально, в Дніпрі, першим клієнтом стала матейня «Че Гевара».
У грудні 2013 року відбувся відкритий запуск системи. А наприкінці 2014 року програму використовували вже близько 100 закладів. Кількість клієнтів з кожним роком збільшувалась, з'являлися нові функції і інтеграції. За 7 років роботи Poster стала хмарною POS-системою № 2 за кількістю закладів в Європі.
На кінець 2022 року в компанії працює близько 180 співробітників в двох офісах: Дніпро (Україна) і Мехіко (Мексика). З 24 лютого 2022 року компанія повністю вийшла з ресторанного ринку Росії і Білорусі.

## Діяльність
Хмарна система автоматизації Poster POS покликана допомагати власникам закладів управляти своїм бізнесом. Програма дозволяє:
- вести складський і фінансовий облік
- створювати базу гостей
- враховувати продажі
- дивитися аналітику.

Система допомагає автоматизувати заклади будь-яких форматів: від великих ресторанів, до невеликих точок з кавою на виніс. В програмі є окремий модуль для автоматизації доставки з закладу. З Poster інтегровані різні сервіси програм лояльності, агрегатори доставок і сторонні CRM-системи.

## Здобутки
- Система автоматизації Poster № 2 в Європі за кількістю активних закладів[1]
- Обіг закладів в $ 1 млрд у 2019 році через програму Poster POS[1]